# Магистрала 73 на САЩ
Магистрала 73 на САЩ (на английски: United States Route 73) е пътна магистрала, част от Магистралната система на Съединените щати преминаваща през щатите Канзас и Небраска. Обща дължина 113,3 мили (182,2 km), от които в щата Канзас 91,2 мили (146,7 km), а в щата Небраска 22,1 мили (35,5 km).
Магистралата започва в центъра на град Бонар Спрингс, разположен на 15 мили западно от град Канзас Сити в щата Канзас. На протежение от 91,2 мили пресича крайната североизточна част на щата като преминава последователно през окръжните центрове Левънуарт, Атчисън и Хаяуата и след малкото градче Резерв навлиза в югоизточния ъгъл на щата Небраска. Тук преминава през окръжния център Фолс Сити, завива на запад и след 22,1 мили и при малкото градче Доусън завършва до междущатско шосе .
| Щат    | мили | km   | Градове (центрове на окръзи), граници, реки и др. | Щат      | мили  | km    | Градове (центрове на окръзи), граници, реки и др. |
| ------ | ---- | ---- | ------------------------------------------------- | -------- | ----- | ----- | ------------------------------------------------- |
| Канзас |      |      |                                                   |          | 91,2  | 146,7 | граница с Небраска                                |
|        | 0,0  | 0,0  | гр. Бонар Спрингс                                 | Небраска | 91,2  | 146,7 |                                                   |
|        | 17,0 | 27,4 | гр. Левънуарт                                     |          | 0,0   | 0,0   | граница с Канзас                                  |
|        | 42,0 | 67,6 | гр. Атчисън                                       |          | 4,1   | 6,6   | гр. Фолс Сити                                     |
|        | 79,0 | 67,6 | гр. Хаяуата                                       |          | 22,1  | 35,5  | гр. Доусън, междущатско шосе                      |
|        |      |      |                                                   | Общо     | 113,3 | 182,2 |                                                   |